# Edgard Varèse
Edgard Victor Achille Charles Varèse (tiếng Pháp: [ɛdɡaːʁ viktɔːʁ aʃil ʃaʁl vaʁɛːz]; hay Edgar Varèse; sinh 22 tháng 12 năm 1883 – mất 6 tháng 11 năm 1965) là một nhà soạn nhạc gốc Ý sinh ra ở Pháp nhưng phát triển sự nghiệp của mình phần lớn là ở Hoa Kỳ.
Âm nhạc của Varèse nhấn mạnh âm sắc và nhịp điệu. Ông là người đầu tiên sử dụng thuật ngữ "organized sound", một cụm từ có nghĩa là âm sắc và nhịp điệu có thể được kết hợp lại với nhau, thăng hoa thành một định nghĩa hoàn toàn mới của âm nhạc. Mặc dù các tất cả tác phẩm còn sót lại của ông chỉ có tổng thời lượng khoảng 3 giờ, nhưng ông vẫn được công nhận là người có ảnh hưởng đến một số nhà soạn nhạc lớn của cuối thế kỷ 20. Ông sử dụng những nhạc cụ mới và tài nguyên nhạc điện tử nên ông được mệnh danh là "cha đẻ của âm nhạc điện tử".

## Cuộc đời và sự nghiệp

### Thời niên thiếu
Edgard Victor Achille Charles Varèse được sinh ra ở Paris, nhưng khi ông chỉ mới có vài tuần tuổi thì đã được gửi đến cho bác cả và một vài người họ hàng của mình ở thị trấn nhỏ Le Villars trong vùng Burgundy của Pháp nuôi dưỡng. Ở đó, ông đã rất gắn bó với ông ngoại của mình, Claude Cortot (cũng là ông nội của nghệ sĩ dương cầm Alfred Cortot, người anh họ của Varèse).
Cuối những năm 1880, ông bị cha mẹ đòi lại, và buộc phải đi cùng họ đến định cư tại Turin - Ý vào năm 1893, để sống gần những người họ hàng bên nội của ông, vì cha ông là người gốc Ý. Ở đây ông đã học được những bài học âm nhạc thực sự đầu tiên của mình trong một thời gian dài với Giovanni Bolzoni, kiêm giám đốc nhạc viện Turin. Năm 1895, ông sáng tác vở opera đầu tiên, Martin Pas, nhưng đã bị mất. Ông không bao giờ cảm thấy thoải mái với cuộc sống ở Ý, chủ yếu là do cuộc sống gia đình rất ngột ngạt, cho nên sau một cuộc ẩu đả với cha mình, Varèse đã bỏ nhà đi đến Paris vào năm 1903.